# Puente de Tordesillas
El puente de Tordesillas es un puente medieval sobre el río Duero que se encuentra en la localidad de Tordesillas, provincia de Valladolid, Castilla y León, España.

## Historia

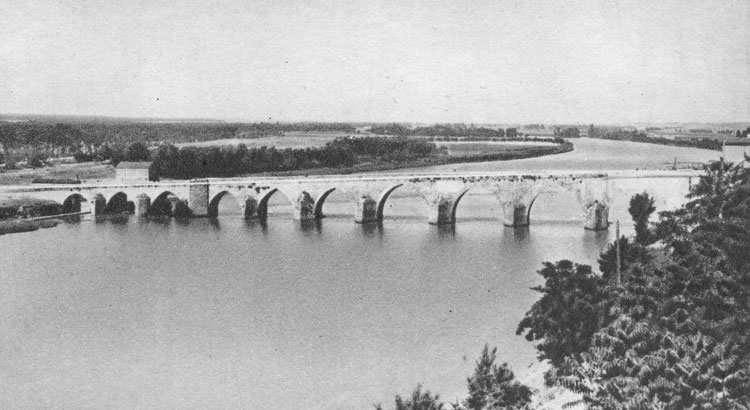
Imagen del puente de Tordesillas, tomada en la primera mitad del.

No se conserva alguna referencia alguna sobre el origen del puente. Se sabe que en el siglo X había un puente en Tordesillas. Pero el puente actual parece que fue construido en el siglo XV, por el apuntamiento de sus arcos. Entre los arcos lleva tajamares de planta triangular. La fuerza de la corriente del agua del río Duero obligó a realizar obras de consolidación en los siglos XVI y XVIII.
Tordesillas y su puente eran un paso obligado para los caminos que unían el centro de la Península con el noroeste. Hasta el siglo XIX había una torre sobre el puente que servía tanto de defensa como para cobrar el peaje a cualquiera que pasaba.
En 1812, en el transcurso de la Guerra de la Independencia Española, se produjo la voladura del sexto ojo del puente, siendo reparado años después.
Entre 2019 y 2021 se realizaron obras de rehabilitación en el puente.

## Galería

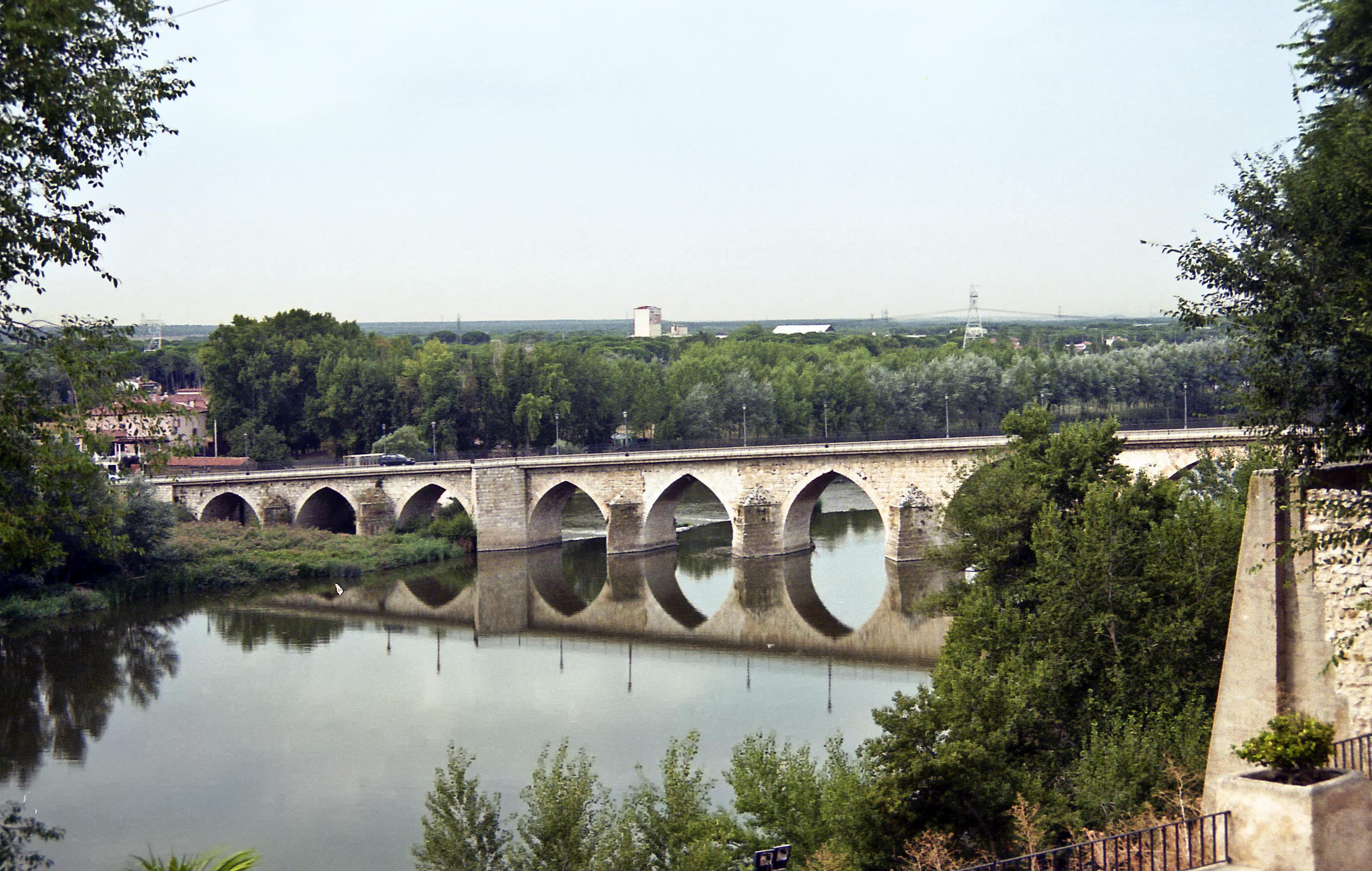
Vista lateral del puente, año 2010.
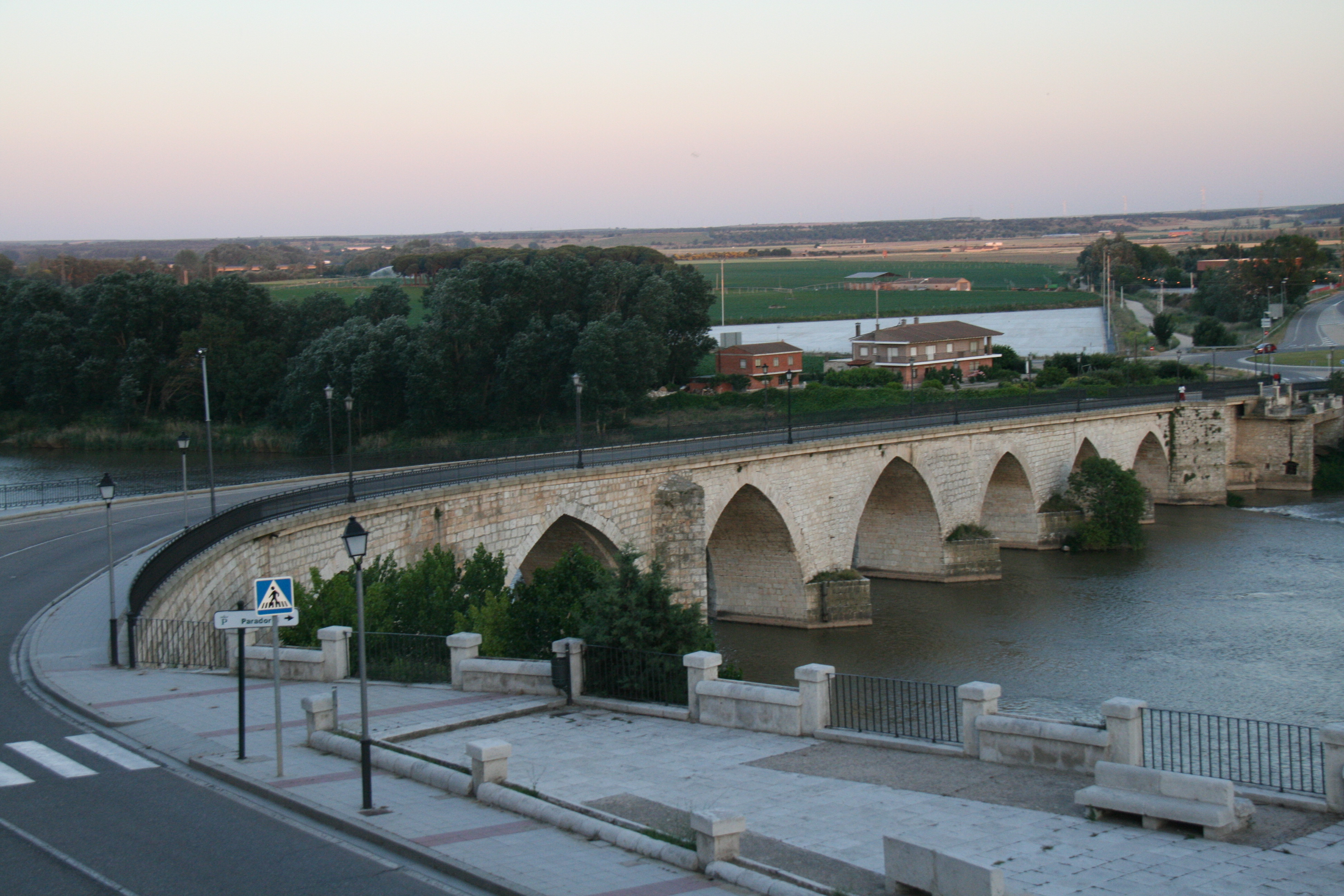
Carretera sobre el puente, año 2011.
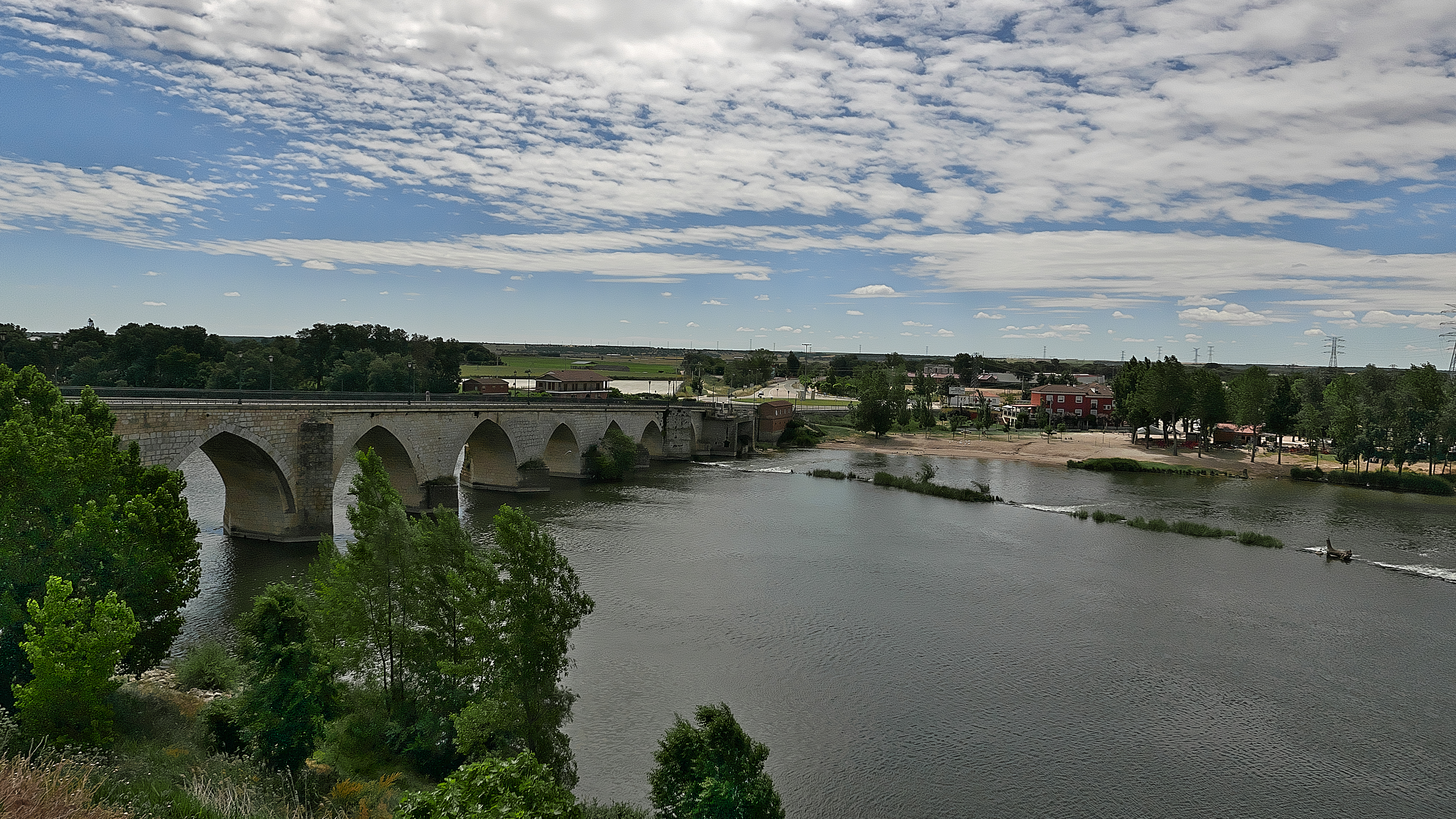
Imagen lateral del puente, año 2016.